# Bleizuschlag
Bleizuschlag ist ein Begriff aus:
- dem Bergbau, Blei war bei der Erzschmelze ein Zuschlag, weil es einen niedrigen Schmelzpunkt hat (327° Celsius) und mit anderen Metallen leicht Legierungen bildet.
- der Bleiglasherstellung, Bleiglätte ist eine Komponente, die den Schmelzbereich des Glases herabsetzt, die Fließbarkeit und den Brechungsindex erhöht, Flintglas und Strass haben einen Bleizuschlag um die 20 Prozent.
- der Kalkulation, (siehe auch Preisgleitklausel) zum Ausgleich schwankender Rohstoffpreise wie Silber, Kupfer, Aluminium, Blei und/oder Gold werden tagesaktuelle Zuschläge ermittelt, die zusätzlich zum Preis eines NE-Metallerzeugnisses verrechnet werden, wenn die Basisnotierung des jeweiligen Rohstoffs überschritten wird.
- der Mineralölsteuer auf Kraftstoffe. Mit Bleizuschlag war einerseits der Bleigehalt in bleihaltigem Benzin gemeint, der die Klopffestigkeit erhöhen sollte, andererseits die Steuererhebung auf diesen.[1]